# Petar Lambić
Petar Lambić (in serbo Петар Ламбић?; Zrenjanin, 1º febbraio 1992) è un cestista serbo.